# Oberwiesenfeld (metrostation)
Oberwiesenfeld is een metrostation in de wijk Milbertshofen van de Duitse stad München. Het station werd geopend op 28 oktober 2007 en wordt bediend door lijn U3 van de metro van München.